# John Wark
John Wark (* 4. srpen 1957, Glasgow) je bývalý skotský fotbalista. Hrával na pozici záložníka.
Za skotský národní tým odehrál 29 utkání a vstřelil 7 branek. Zúčastnil se s ním mistrovství světa roku 1982.
S Ipswich Town vyhrál v sezóně 1980/81 Pohár UEFA. Se čtrnácti brankami byl i nejlepším střelcem tohoto ročníku Poháru UEFA. S Livepoolem se probojoval do finále Poháru mistrů evropských zemí 1984/85. Stal se s ním dvakrát mistrem Anglie (1983–84, 1985–86). S Leedsem vybojoval FA Cup (1978).
Roku 1981 byl v anketě PFA vyhlášen nejlepším fotbalistou Anglie. Ve stejném roce se v anketě o nejlepšího fotbalistu Evropy Zlatý míč umístil na devátém místě a získal též cenu Bravo (udělovanou italským týdeníkem Guerin Sportivo) pro nejlepšího mladého fotbalistu Evropy.
Roku 1981 hrál ve slavém filmu Vítězství (Escape to Victory).